# Ranitomeya minuta
Ranitomeya minuta är en groddjursart som först beskrevs av Shreve 1935.  Ranitomeya minuta ingår i släktet Ranitomeya och familjen pilgiftsgrodor. IUCN kategoriserar arten globalt som livskraftig. Inga underarter finns listade i Catalogue of Life.